# Assemblée législative du Territoire du Nord
Pour les autres articles nationaux ou selon les autres juridictions, voir Assemblée législative.
15e législature du Territoire du Nord
Parliament House (en)
L'Assemblée législative du Territoire du Nord (en anglais : Northern Territory Legislative Assembly) est le parlement monocaméral du territoire australien du Territoire du Nord qu'elle forme avec l'administrateur, représentant du gouverneur général de l'Australie dans le territoire.
Elle est composée de 25 représentants élus selon la méthode du vote alternatif pour un mandat de quatre ans.

## Système électoral
L'Assemblée législative est doté de 25 sièges pourvus pour quatre ans au vote à second tour instantané dans autant de circonscriptions électorales. Le vote alternatif est utilisé sous sa forme intégrale : les électeurs classent l'intégralité des candidats par ordre de préférences en écrivant un chiffre à côté de chacun de leurs noms sur le bulletin de vote, 1 étant la première préférence. Au moment du dépouillement, les premières préférences sont d'abord comptées puis, si aucun candidat n'a réuni plus de la moitié des suffrages dans la circonscription, le candidat arrivé dernier est éliminé et ses secondes préférences attribuées aux candidats restants. L'opération est renouvelée jusqu'à ce qu'un candidat atteigne la majorité absolue. Les élections de 2016 ont connu un assouplissement temporaire à une forme optionnelle, les électeurs pouvant alors ne choisir qu'un seul candidat sans ajouter d'autres préférences. La loi électorale est cependant modifiée en avril 2019 afin de revenir à la version intégrale précédente.